# European Boxing Union
Pour les articles homonymes, voir EBU.
L'European Boxing Union est la fédération gérant la boxe anglaise professionnelle au niveau européen, affiliée à la WBC.

## Historique
Créée en 1946, en remplacement de l'IBU (International Boxing Union) fondée en juin 1913 avec son siège à Paris.
Le 5 juin 1942, l'APPE (Associazione Pugilistica Professionistica Europea) lui a succédé.
En 1946, l'EBU (European Boxing Union) a pris place avec son siège à Rome.

## Champions
| Catégorie           | Champion        | Début de règne    |
| ------------------- | --------------- | ----------------- |
| Poids lourds        | Agit Kabayel    | 04 Avril 2023     |
| Poids lourds-légers | Tommy McCarty   | 31 octobre 2020   |
| Poids mi-lourds     | 🏴󠁧󠁢󠁥󠁮󠁧󠁿 azeez dan    | 11 mars 2023      |
| Poids super-moyens  | Vacant          |                   |
| Poids moyens        | Matteo Signani  | 11 octobre 2019   |
| Poids super-welters | Sergio García   | 29 septembre 2018 |
| Poids welters       | David Avanesyan | 30 mars 2019      |
| Poids super-légers  | Sandor Martin   | 27 juillet 2019   |
| Poids légers        | Vacant          |                   |
| Poids super-plumes  | Samir Ziani     | 2 février 2019    |
| Poids plumes        | Andoni Gago     | 8 juin 2019       |
| Poids super-coqs    | Gamal Yafai     | . décembre 2020   |
| Poids coqs          | Lee McGregor    | 19 mars 2021      |
| Poids mouches       | Vacant          |                   |

| Catégorie           | Champion         | Début de règne   |
| ------------------- | ---------------- | ---------------- |
| Poids super-moyens  | Vacant           |                  |
| Poids moyens        | Femke Hermans    | 05 décembre 2020 |
| Poids super-welters | Vacant           |                  |
| Poids welters       | Vacant           |                  |
| Poids super-légers  | Vacant           |                  |
| Poids légers        | Vacant           |                  |
| Poids super-plumes  | Elhem Mekhaled   | 22 décembre 2018 |
| Poids plumes        | Nina Meinke      | 17 novembre 2018 |
| Poids super-coqs    | Mary Romero      | 18 janvier 2020  |
| Poids coqs          | Melania Sorroche | 16 mars 2018     |
| Poids super-mouches | Ashley Brace     | 14 avril 2018    |
| Poids mouches       | Ewelina Pekalska |                  |
| Poids mi-mouches    | Vacant           |                  |
| Poids pailles       | Joana Pastrana   | 16 octobre 2020  |

| Au 05/04/2021 \| Catégorie \| Champion \| Début du règne \| \| ------------------- \| ----------------- \| ---------------- \| \| Poids lourds \| Tony Yoka \| 05 mars 2021 \| \| Poids lourds-légers \| Vacant \| \| \| Poids mi-lourds \| Pierre Dibombe \| 23 novembre 2019 \| \| Poids super-moyens \| Daniele Scardina \| 26 février 2021 \| \| Poids moyens \| Marten Arsumanjan \| 12 juin 2020 \| \| Poids super-welters \| Vacant \| \| \| Poids welters \| Vacant \| \| \| Poids super-légers \| Massi Tachour \| 05 décembre 2020 \| \| Poids légers \| Vacant \| \| \| Poids super-plumes \| Vacant \| \| \| Poids plumes \| Mauro Forte \| 20 décembre 2019 \| \| Poids super-coqs \| Vacant \| \| \| Poids coqs \| Elie Konki \| 13 décembre 2019 \| \| Poids mouches \| Vacant \| \| |                   |                  |
| Catégorie | Champion          | Début du règne   |
| Poids lourds | Tony Yoka         | 05 mars 2021     |
| Poids lourds-légers | Vacant            |                  |
| Poids mi-lourds | Pierre Dibombe    | 23 novembre 2019 |
| Poids super-moyens | Daniele Scardina  | 26 février 2021  |
| Poids moyens | Marten Arsumanjan | 12 juin 2020     |
| Poids super-welters | Vacant            |                  |
| Poids welters | Vacant            |                  |
| Poids super-légers | Massi Tachour     | 05 décembre 2020 |
| Poids légers | Vacant            |                  |
| Poids super-plumes | Vacant            |                  |
| Poids plumes | Mauro Forte       | 20 décembre 2019 |
| Poids super-coqs | Vacant            |                  |
| Poids coqs | Elie Konki        | 13 décembre 2019 |
| Poids mouches | Vacant            |                  |

## Référence
1. ↑   (en) European Boxing Union sur le site boxrec.com